# 망투 검사
망투 검사 (Mantoux test) 또는 멘델-망투 검사 (Mendel-Mantoux test) (망투 선별 검사, 투베르쿨린 민감성 검사, 피르케 검사 또는 정제 단백질 유도체에 대한 PPD 검사라고도 함)는 결핵(TB) 선별(screening) 및 결핵 진단을 위한 도구이다. 이는 전 세계적으로 사용되는 주요 투베르쿨린 피부 검사 중 하나로 타인 검사(tine test)와 같은 다중 천자 검사(multiple-puncture test)를 대체한다. 타인 테스트의 일종인 Heaf 검사는 2005년 영국에서 Mantoux 테스트로 대체될 때까지 사용되었다. Mantoux 테스트는 미국 흉부 학회 및 미국 질병 통제 예방 센터의 승인을 받았다. 이는 소련에서도 사용되었으며 현재 대부분의 소련 붕괴 이후 국가(post-Soviet states)에서 널리 사용되고 있다. 하지만 소련의 만투는 어린이의 알레르기 반응으로 인해 많은 위양성을 나타냈다.

## 역사
투베르쿨린(tuberculin)은 결핵균(tubercle bacillus)의 글리세롤 추출물이다. 정제된 단백질 유도체(PPD) 투베르쿨린은 멸균되고 농축된 배양액의 여과액에서 얻은 종 비특이적 분자의 침전물이다. 투베르쿨린 반응은 1890년 로버트 코흐(Robert Koch)에 의해 처음 기술되었다. 이 테스트는 1908년 독일 의사 펠릭스 멘델(Felix Mendel)에 의해 처음 개발되고 기술되었다. 이 이름은 Koch와 클레멘스 폰 피르케(Clemens von Pirquet)의 작업을 바탕으로 1907년에 테스트를 만든 프랑스 의사 샤를 망투(Charles Mantoux)의 이름을 따서 명명되었다. 그러나 이 테스트는 잘못된 결과를 초래하는 경향이 있는 투베르쿨린의 불순물로 인해 신뢰할 수 없었다.

## 같이 보기
- 투베르쿨린 (tuberculin)
- 잠복 결핵
- BCG 백신 (결핵 tuberculosis, TB)
- MMR 백신 (홍역 measles, 볼거리 mumps, 풍진 rubella)
- B형 간염
- 수두 (chickenpox, varicella)

- 대상포진 (shingles)

- DPT 백신 (디프테리아 diphtheria, 백일해 pertussis, 파상풍 tetanus)
- 소아마비 (polio)